# Escuela de Artes y Oficios (Chile)

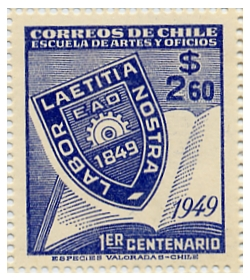
Estampilla en honor a la EAO

La Escuela de Artes y Oficios (EAO) fue creada el 8 de agosto de 1849 por un decreto supremo del presidente Manuel Bulnes, siendo Manuel Montt el ministro de Culto, Justicia e Instrucción Pública, equivalente a los ministerios de Justicia y Educación contemporáneos. Fue inaugurada el 17 de septiembre del mismo año. Es la primera antecesora de la Universidad de Santiago de Chile y su edificio es Monumento Histórico bajo Decreto N.º 379 de 1986.

## Historia
El primer director de la EAO fue el ingeniero y pedagogo francés Pules Jaezar. Los primeros estudiantes debían tener entre 15 y 18 años de edad, saber leer y escribir y conocer las operaciones aritméticas. Sin embargo, aparte de una intensa formación práctica en talleres, los jóvenes también estudiaban álgebra, geometría descriptiva, higrometría, dibujo técnico, mecánica industrial, física y química, aparte de castellano, historia y geografía y otros cursos básicos. Esta formación, que originalmente duraba cuatro años, aumentó a cinco en 1858. Los egresados recibían la calificación de aprendiz.
La primera sede de la Escuela se ubicaba en el barrio Yungay (en la esquina de las actuales calles Catedral y Chacabuco). Las primeras especialidades fueron herrería, modelaje en madera (carpintería), mecánica y fundición.
En 1855 se ubicó una sede en Talca, que en 1859 por una revuelta en dicha ciudad nunca más fue reabierta.
En 1886 comenzó a ser construida la nueva sede de la Escuela, al sur de la Quinta Normal de Agricultura y al norte de la avenida Chuchunco (actualmente avenida Ecuador en Estación Central). En 1986 el Consejo de Monumentos Nacionales declaró a este edificio como Monumento Histórico.
A partir de 1912 la Escuela formó subingenieros industriales, que luego fueron conocidos como técnicos. La EAO daba entonces dos niveles de formación: el Grado de Oficios (de nivel secundario) y el Grado de Técnicos (de nivel terciario). Después de un cambio en los planes y programas de estudio acontecido en los años 1960, los técnicos de esta escuela, que desde 1947 se había incorporado a la Universidad Técnica del Estado, pasaron a llamarse ingenieros de ejecución.

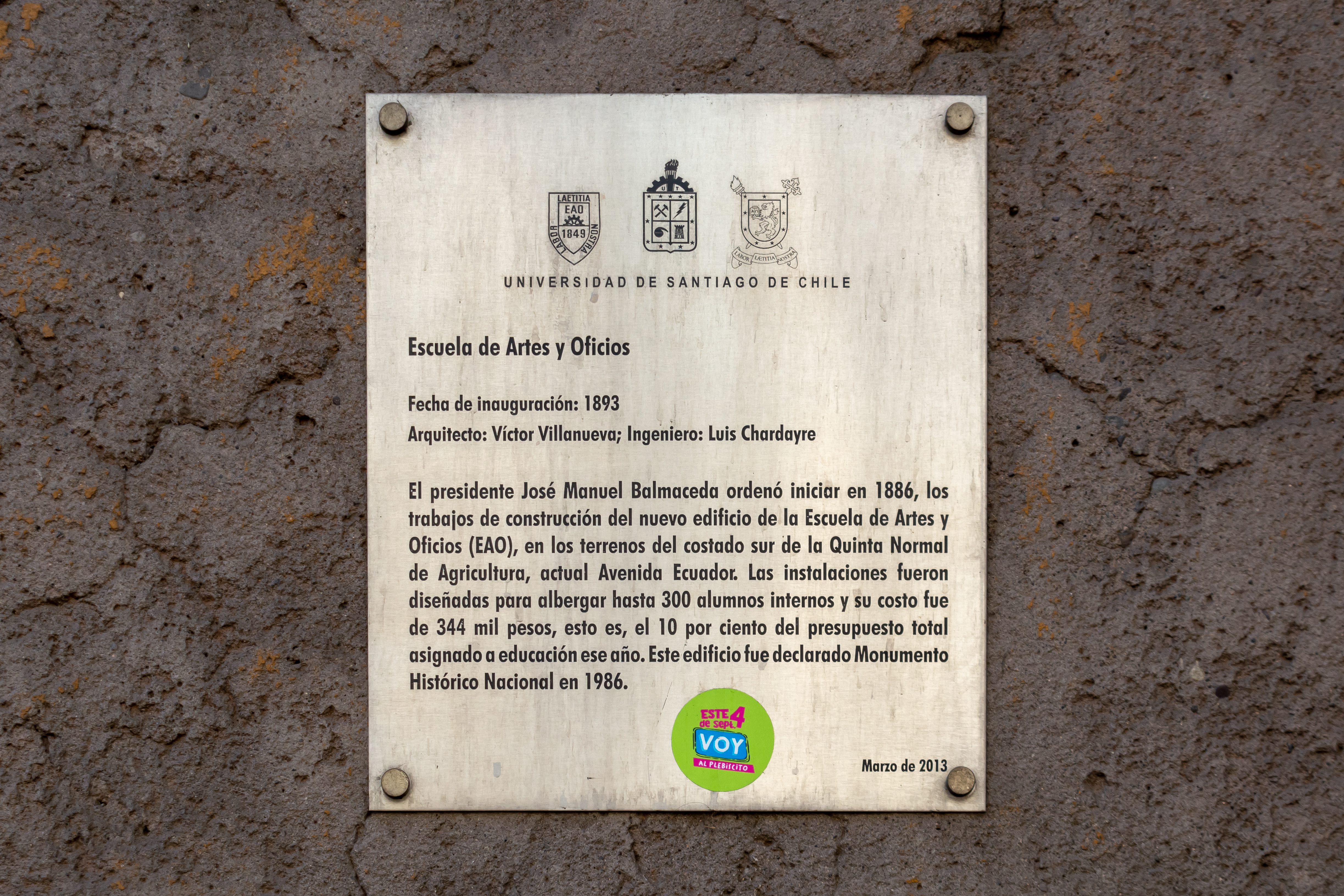
Placa conmemorativa EAO UTE USACH

## Alumni
Los exalumnos de la escuela concertaron reuniones anuales por más de 100 años hasta mediados de los años 2000. A continuación un listado de algunos alumnos de la institución:

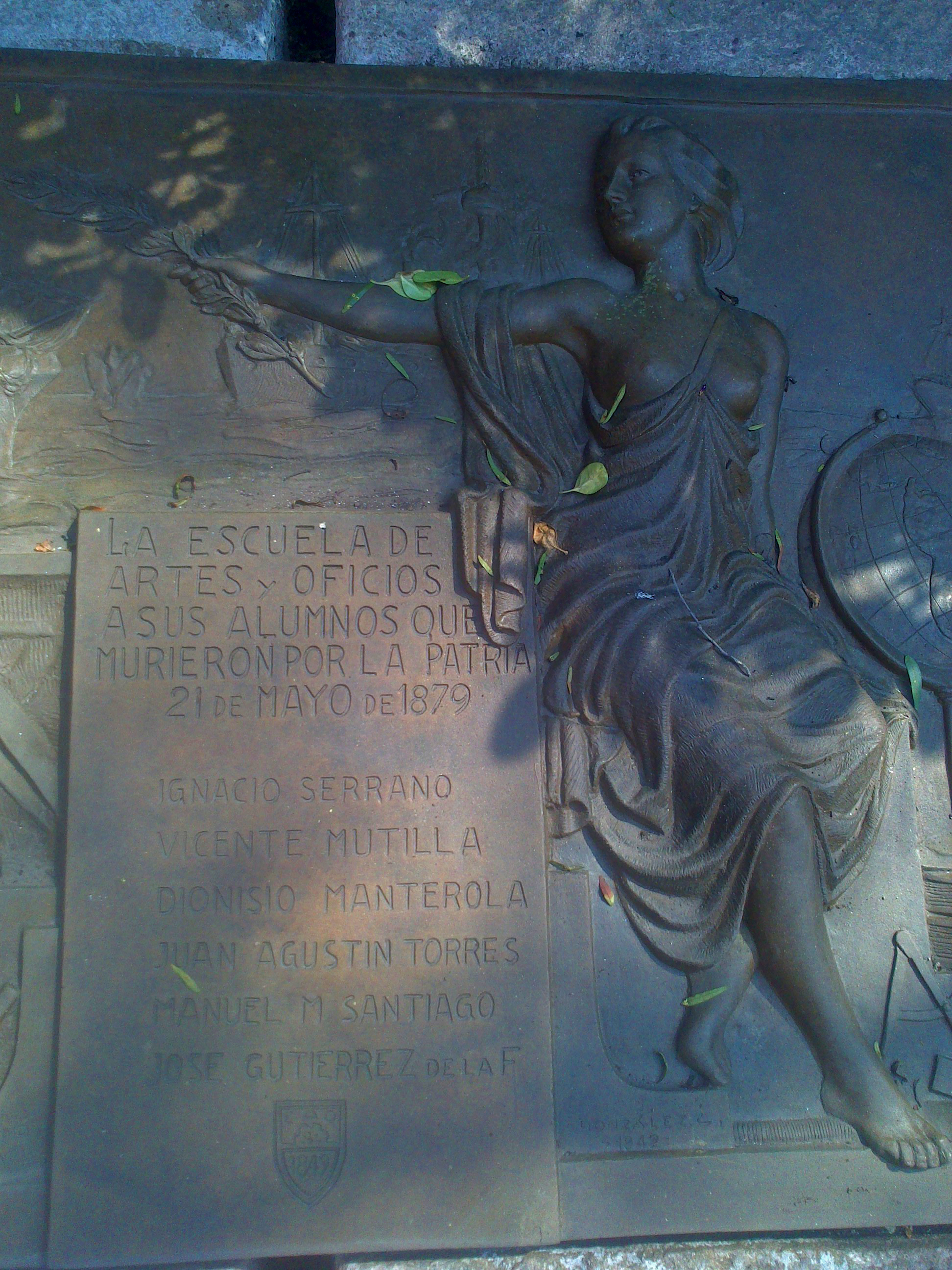
Placa conmemorativa de los 6 mártires del 21 de mayo de 1879

- Elías Beltrán Aravena, ingeniero mayor de la Armada y héroe de la guerra del Pacífico, cursó sus estudios en la Escuela de Artes y Oficios. Falleció un 9 de octubre de 1920.
- Fernando Santiván, alumno en 1903, escritor Premio Nacional de Literatura en 1952.
- Diego Dublé inspector de la EAO en 1896, Premio Nacional de Literatura en 1958.
- Miguel Cabezas Soto, alumno de la EAO, Primer Mecánico de Aviación y Piloto graduado en 1912 en Francia. Participó junto a su compañero Pedro Donoso Amengual, de la construcción de los primeros aviones de la Escuela de Aeronáutica Militar.
- Enrique Kirberg, alumno de la EAO, llegaría a ser rector de la Universidad Técnica del Estado.
- Luis Caballero Mejías, ingeniero y profesor venezolano, inventor de la harina precocida de maíz.
- Próspero Bisquertt autor de himno de la EAO. Compositor de música y pintor, Premio Nacional de Arte en 1954.
- Ignacio Serrano, Vicente Mutilla, Dionisio Manterola, José Gutiérrez, Francisco Santiago, Juan Agustín Torres estudiantes de la Escuela de Artes y Oficios, muertos en el Combate Naval de Iquique.
- Tancredo Pinochet, intelectual y crítico social, director de la EAO.
- Gregorio Mimica, alumno de la EAO, mártir del movimiento estudiantil.
- Misael Escuti, arquero del equipo de fútbol Colo-Colo.
- Héctor Parra Cancino, alumno de la EAO entre 1908-1912. Técnico de la selección chilena en 1919.

## Galería

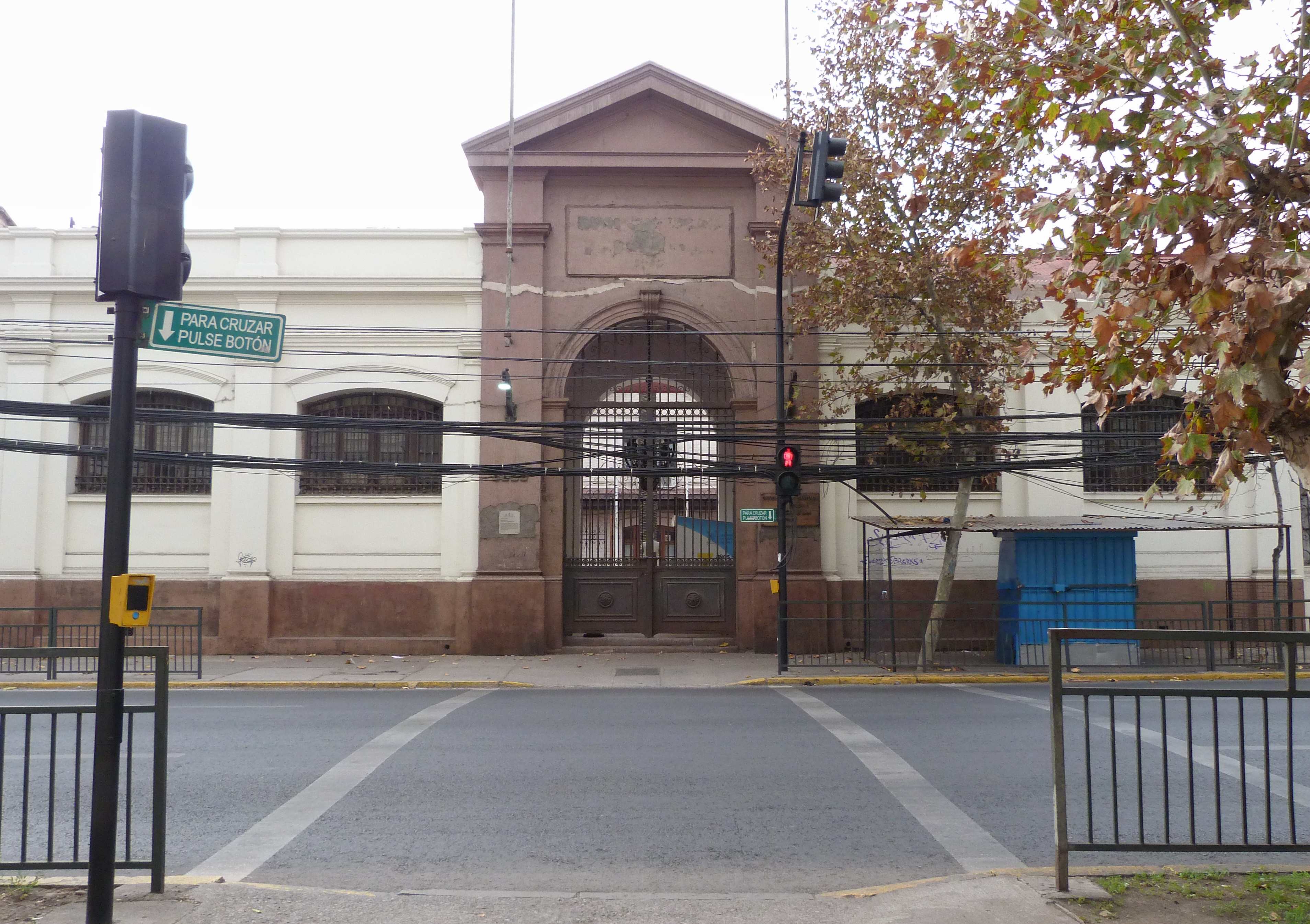
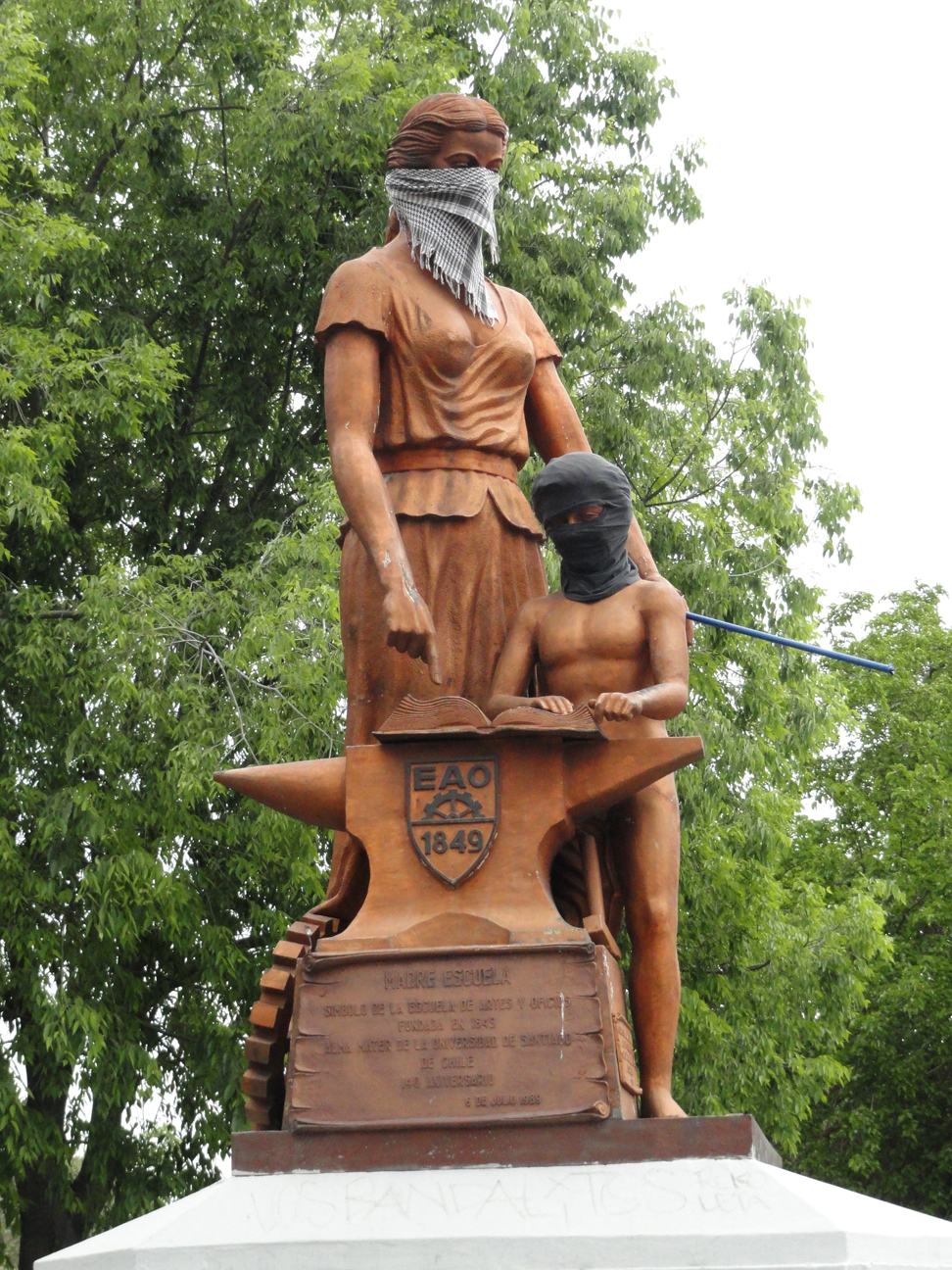
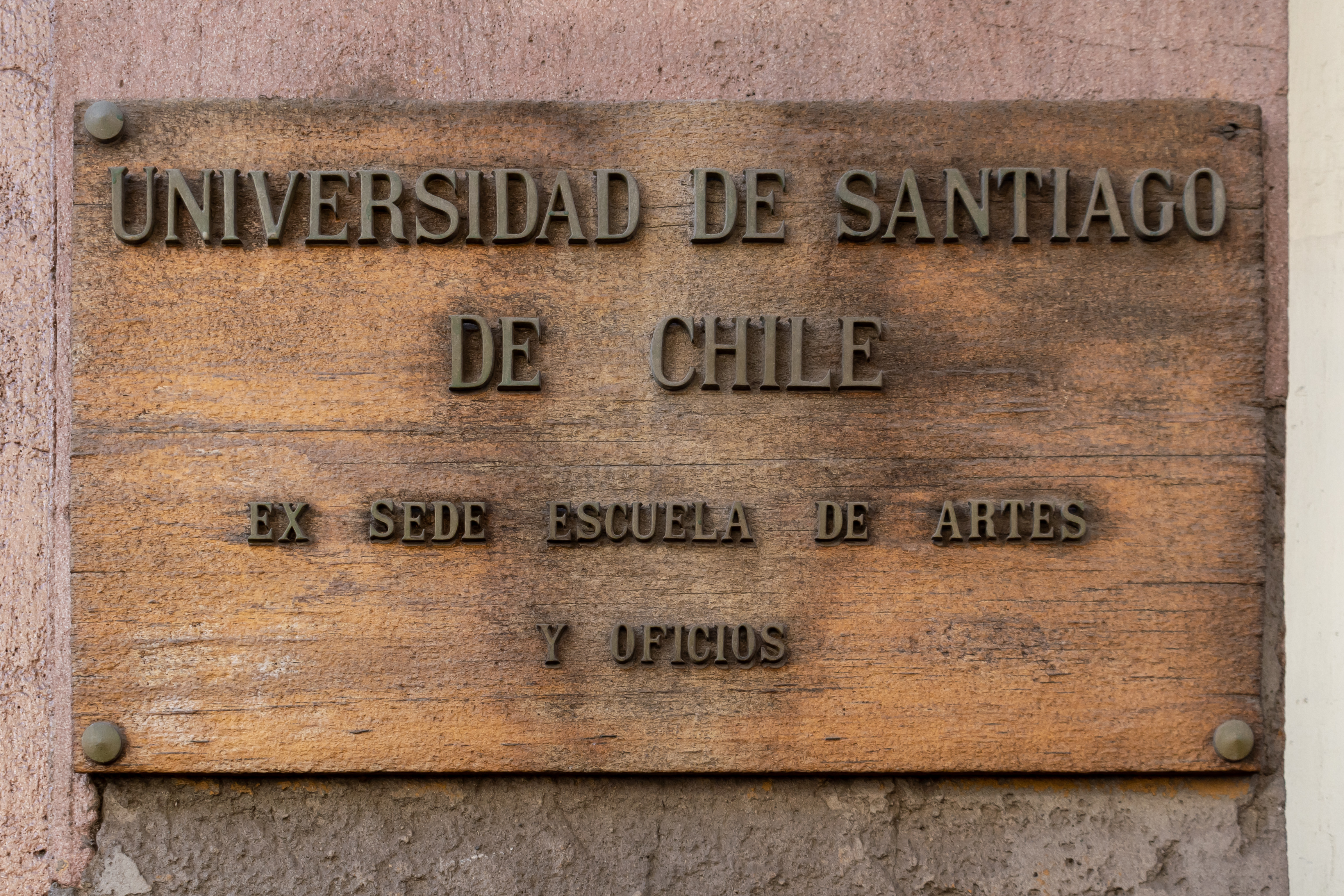
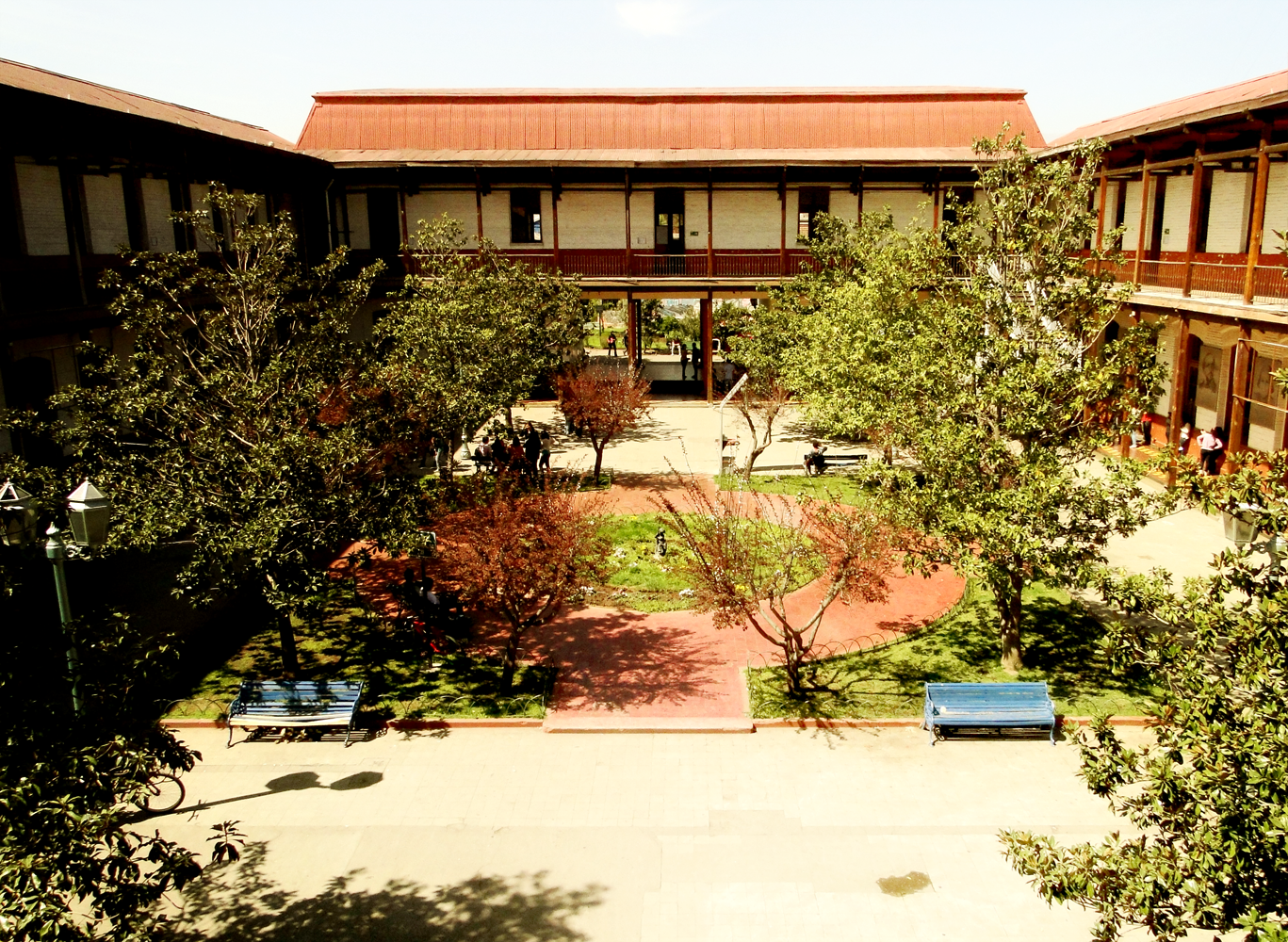
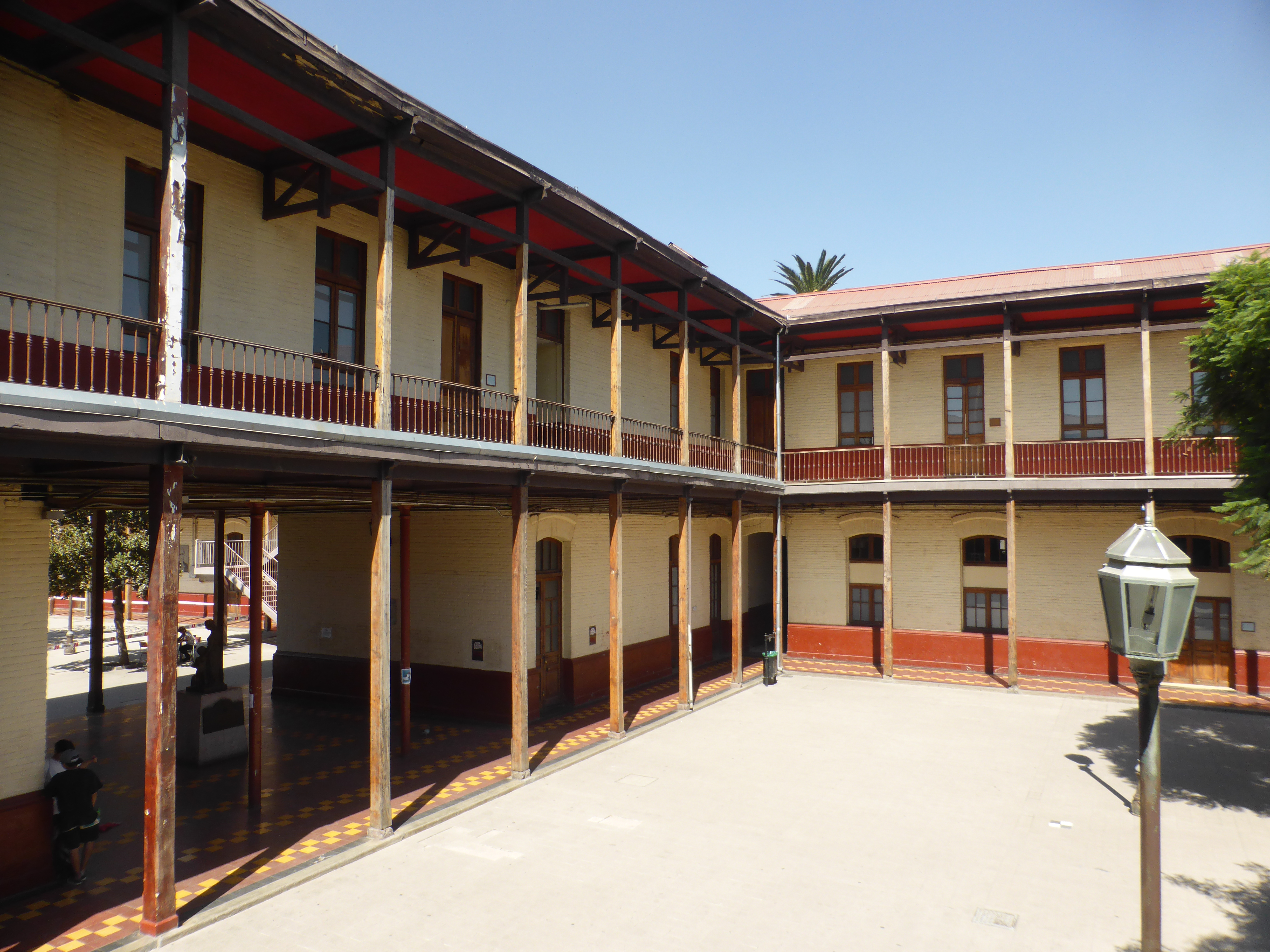
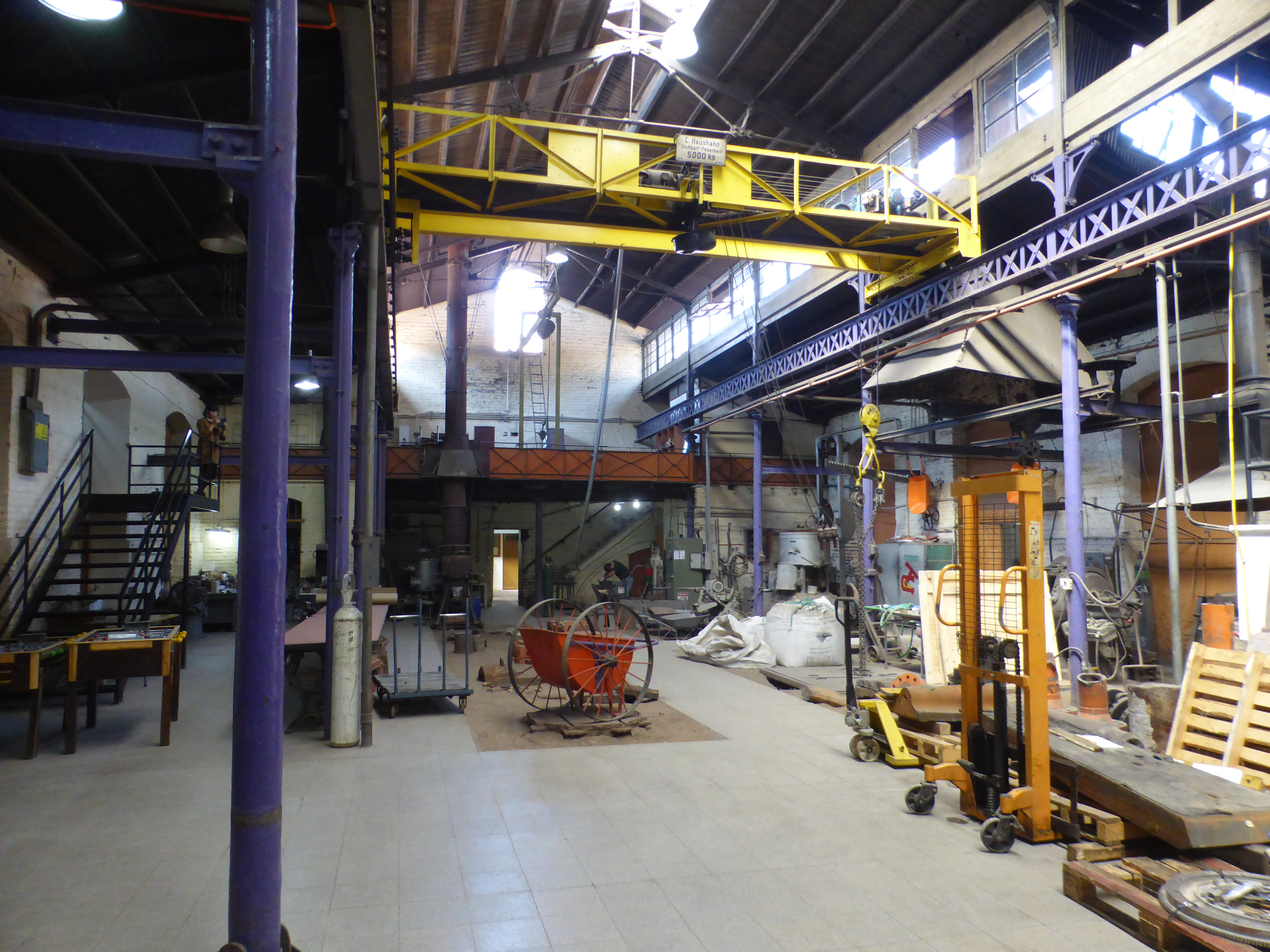
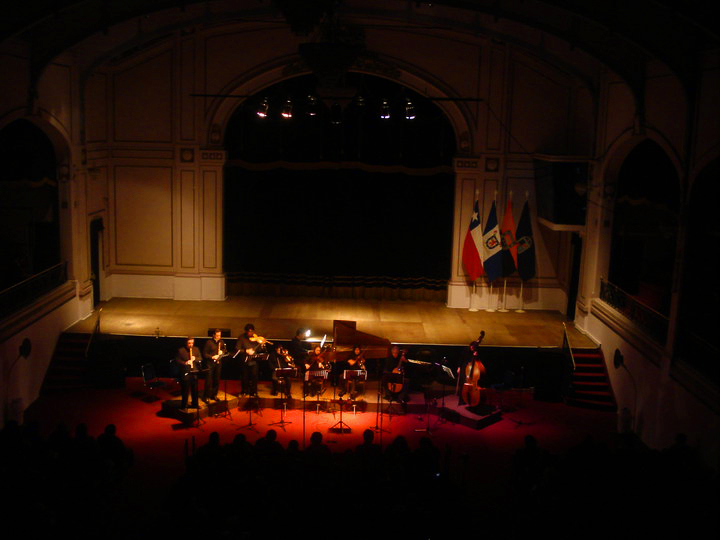
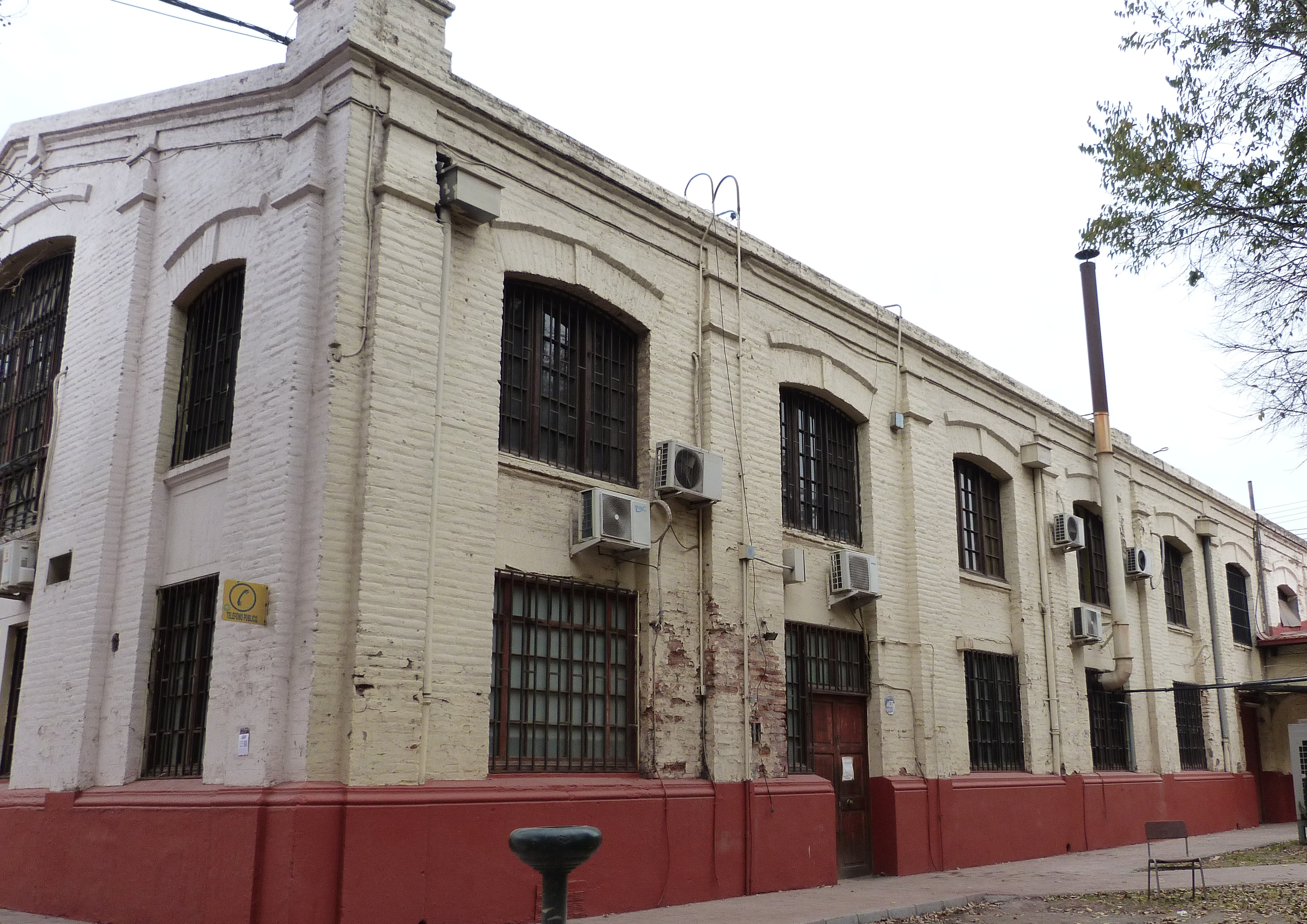
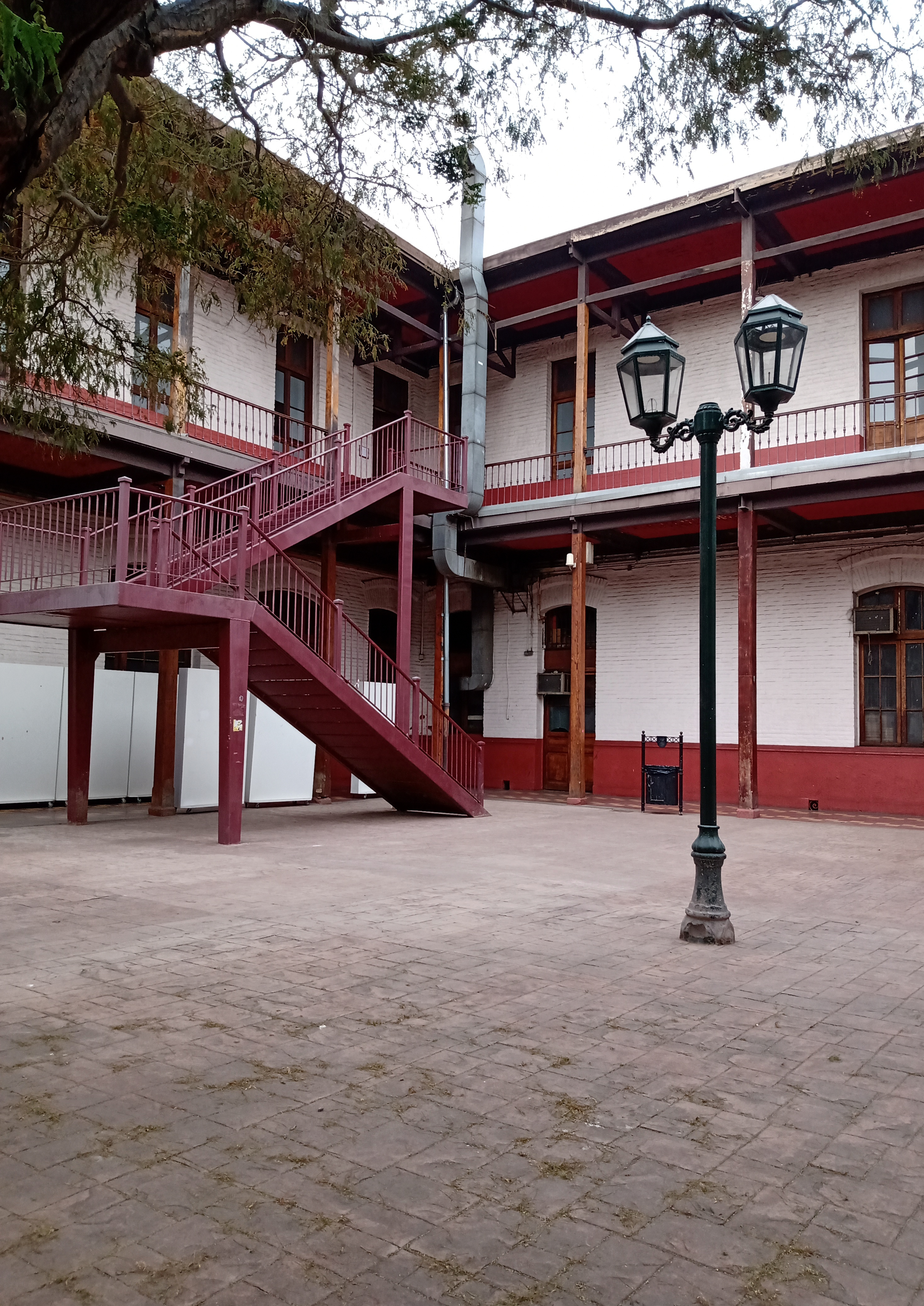
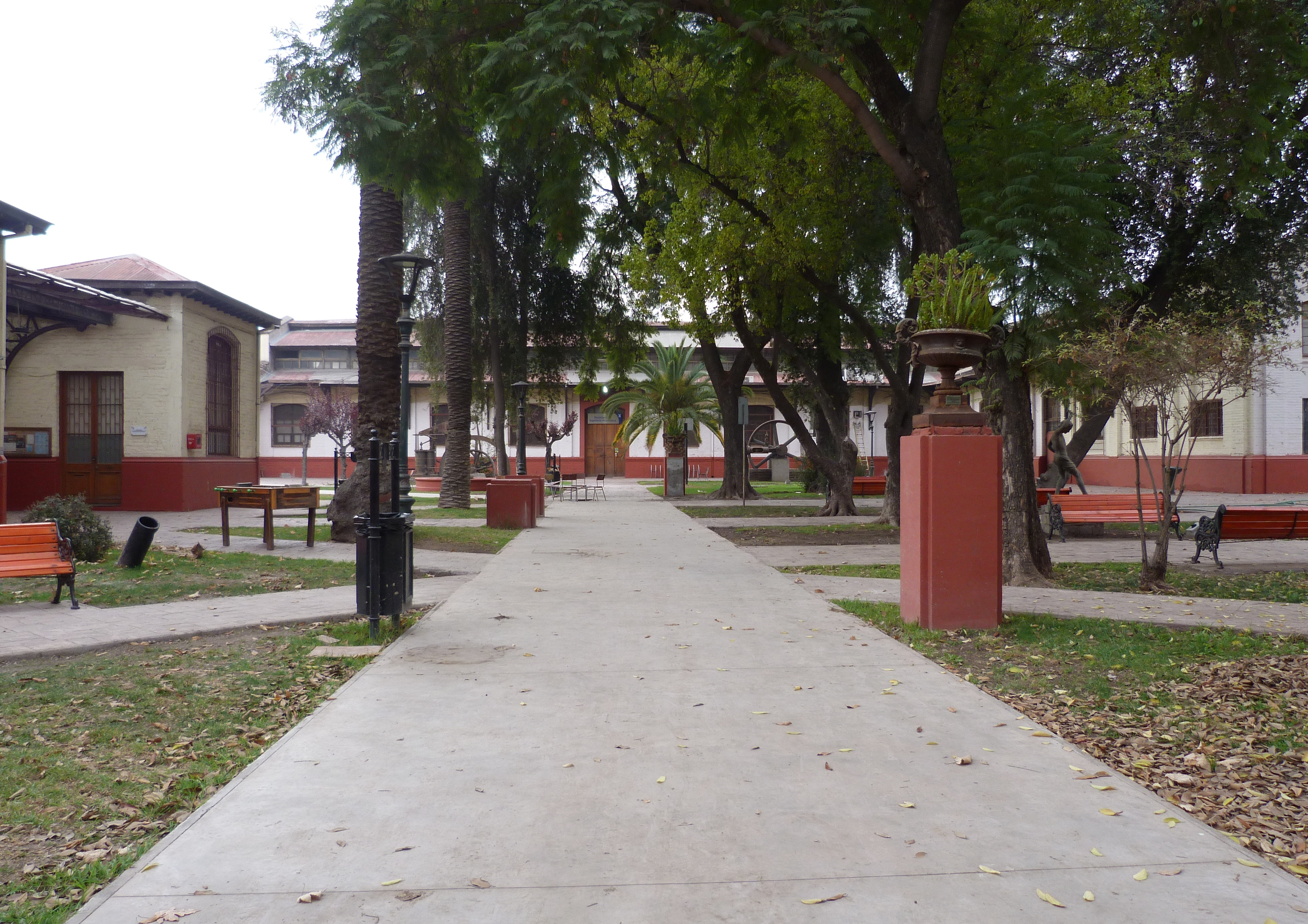
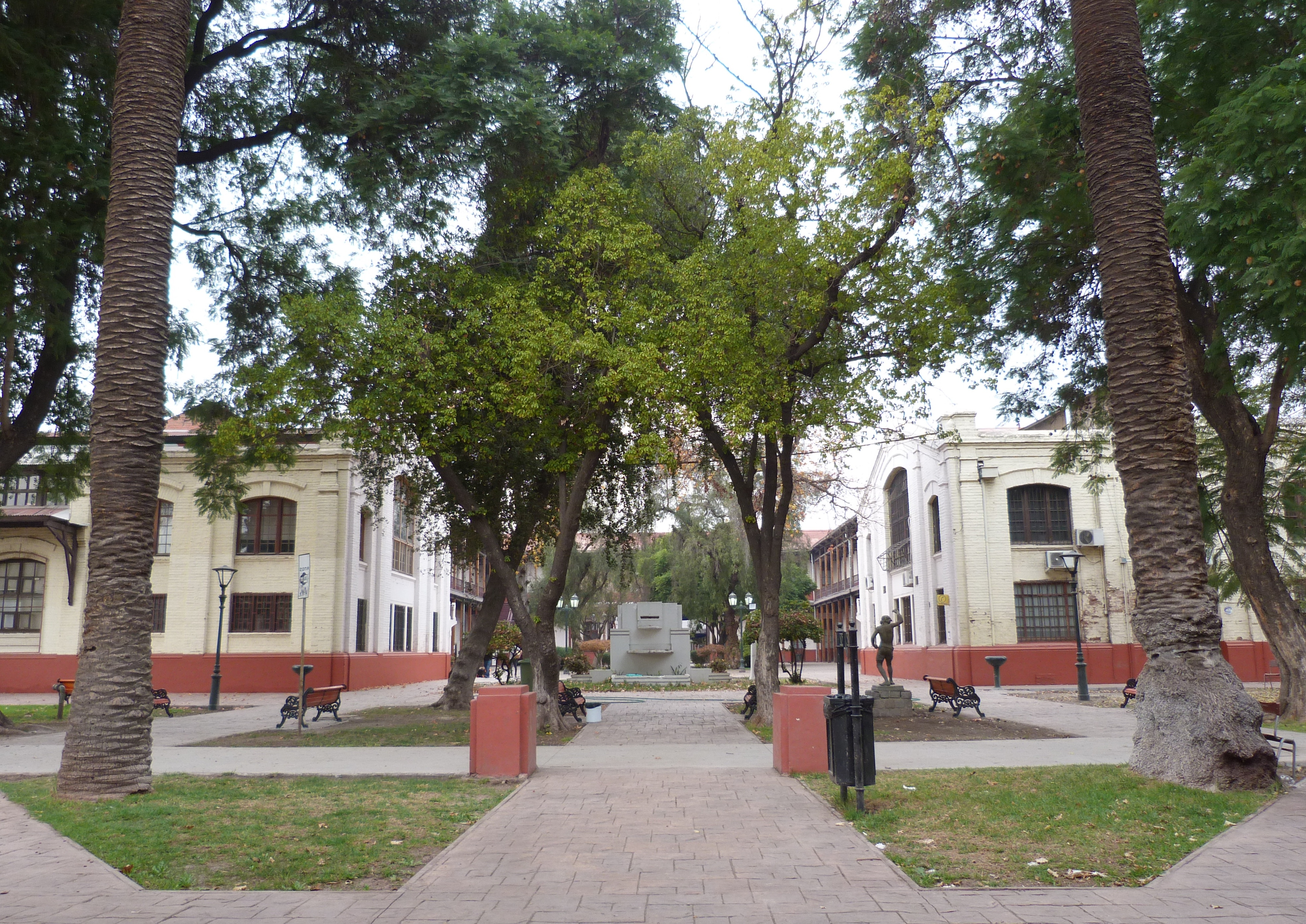
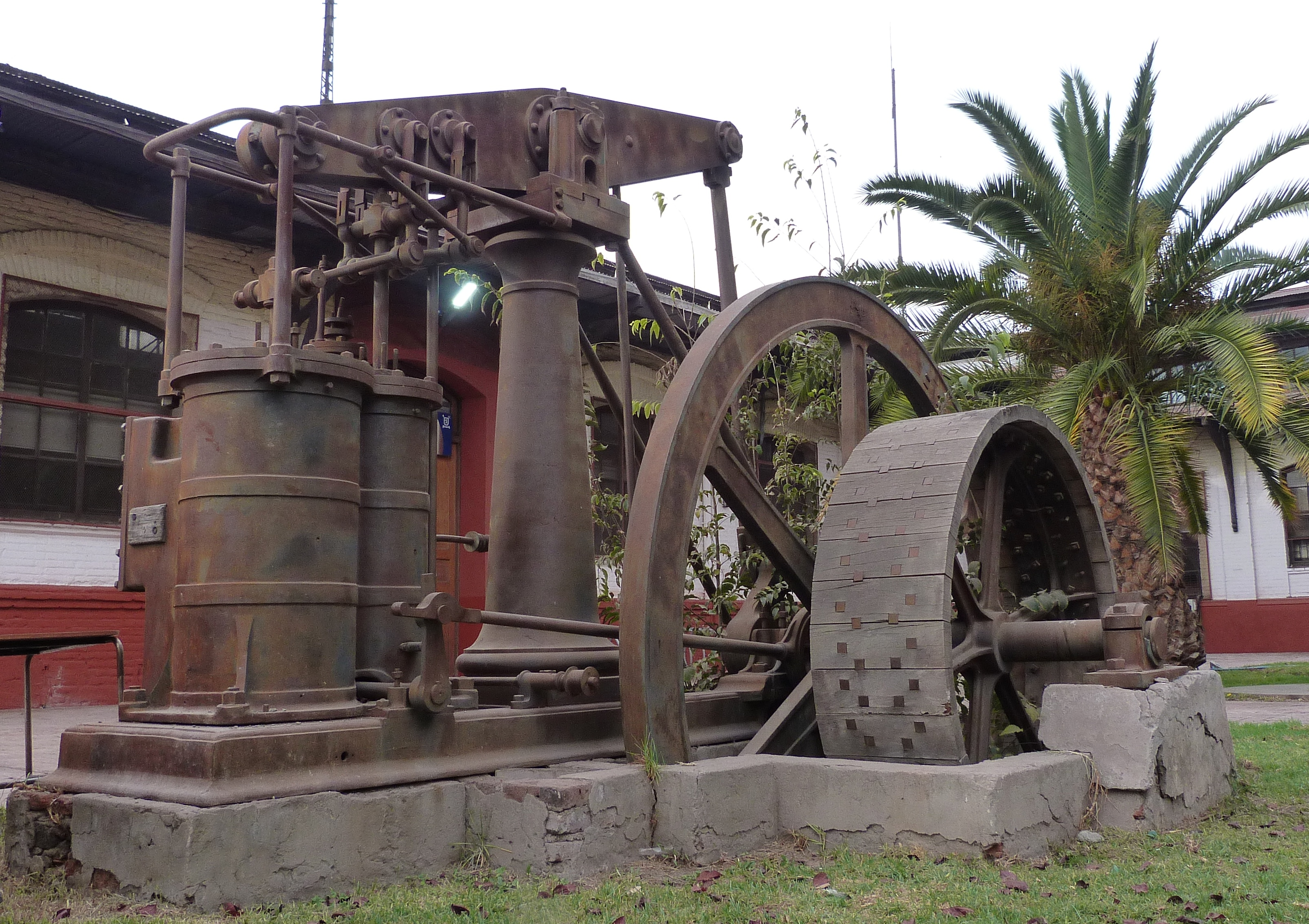
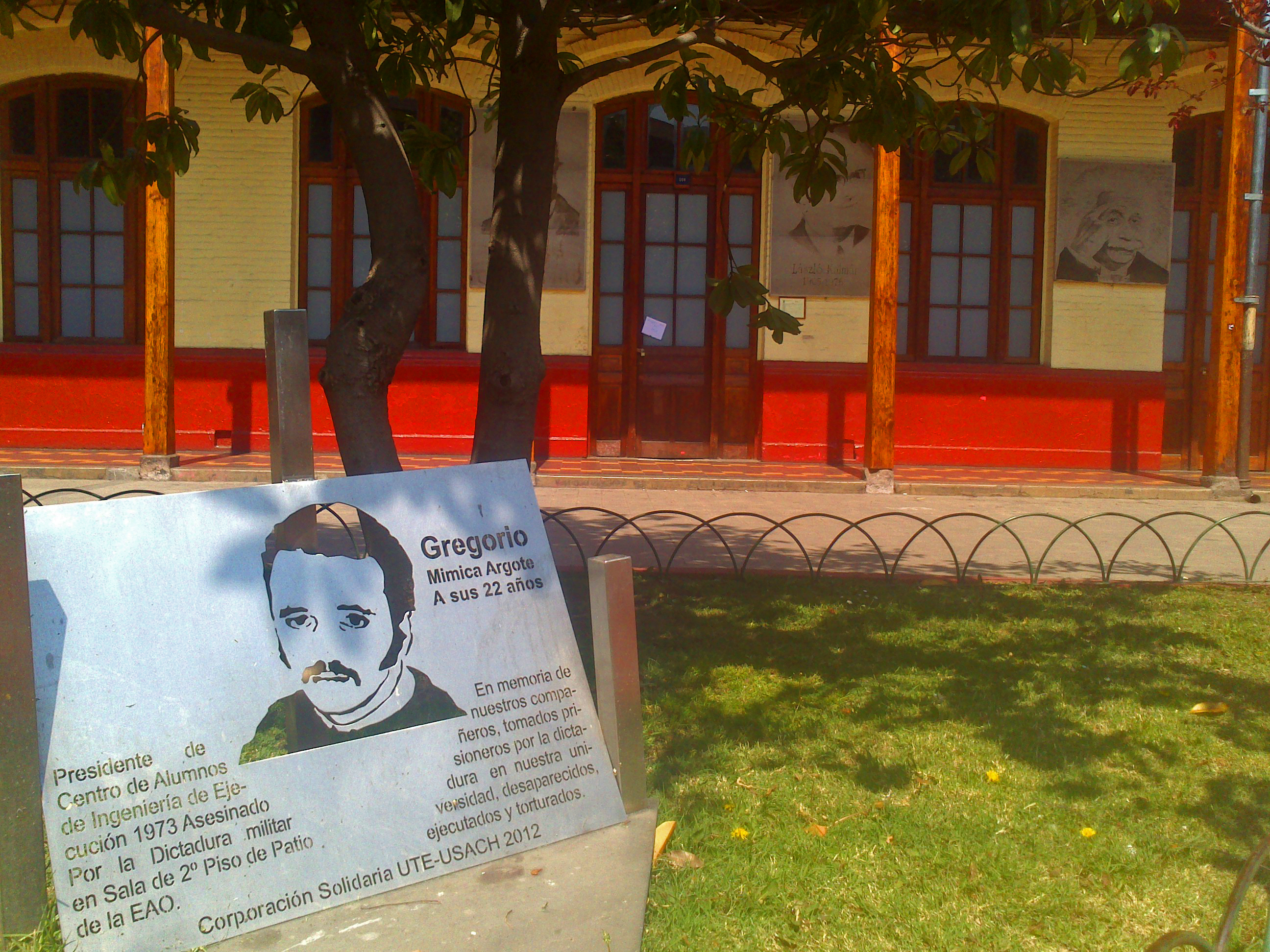